# Kroniek van Morigny
De kroniek van Morigny is een in het Latijn geschreven kroniek van de Franse abdij van de Heilige Drievuldigheid van Morigny in de huidige gemeente Morigny-Champigny.

## Inhoud en auteurs
De kroniek van Morigny, zoals deze ons is overgeleverd, behandelt de periode van de oprichting van de abdij rond 1095 tot de dood van abt Thevin of Thouin (laatstgenoemde gebeurtenis) in 1152. Het is in drie boeken opgedeeld:
- Het zeer korte eerste boek is een tekst, die de stichting van de abdij en haar eerste territoriale verwervingen behandelt. Het is eigenlijk een aan het einde van de 12e eeuw gemaakte klungelige samenvatting van een langere tekst, die door de prior Teulfus of Thiou van Montigny tussen 1106 en 1108 was geschreven.
- Het tweede deel is heel wat langer en behandelt ook gebeurtenissen buiten de abdij. Het begint met de dood van koning Filips I van Frankrijk op 29 juli 1108 en loopt door tot in het jaar 1132. Volgens Léon Mirot, is het ook het werk van één enkele auteur, een anonieme monnik van de abdij, een vertrouweling van abt Thomas en betrokkenen het bestuur van de abdij. Hij verhaalt niet alleen de geschiedenis van de abdij, maar ook behandelt ook de politieke en militaire gebeurtenissen uit die tijd. Zijn verslag, dat uitblinkt in precieze details die men nergens anders terugvindt, is een belangrijke bron voor de geschiedenis van Frankrijk van 1108 tot 1132 (regeerperiode van Lodewijk VI van Frankrijk). Volgens Léon Mirot is deze tekst tussen 1125 en 1132 geschreven, mogelijk in een ruk, maar breekt dan abrupt af, hetzij door de dood van de auteur, hetzij door diens verhuis naar een ander klooster. Er zijn ook enkele lacunes in dit werk (transcripties van documenten die ontbreken).
- Het derde boek behandelt de gebeurtenissen tussen 1137 en 1149. Het is eveneens het werk van een monnik uit de abdij uitbeelden naaste omgeving van de abt (die deze zelfs tijdens het Tweede Lateraans Concilie van 1139 lijkt te hebben bijgestaan), en die zijn tekst in een enkele ruk moet hebben geschreven rond 1151/1152. Hij was duidelijk een geletterd man, die met Cicero en Sallustius bekend was, en die zich voornamelijk was geïnteresseerd in de algemene geschiedenis en die van de abdij meer naar de achtergrond deed verdwijnen. Helaas blijkt het verhaal erg fragmentarisch te zijn, bestaande uit een selectie van passages, en na het verslag van de vergadering van Vézelay in maart 1146 heeft men niet meer dan een samenvatting. Maar voor de periode van 1137 tot 1146 is het net zoals het tweede boek een belangrijke historische bron.

## Manuscript en edities
De kroniek van Morigny is slechts in één enkel manuscript, dat in slechte staat was, bewaard gebleven, dat door verschillende schrijvers aan het einde van de 12e eeuw was gekopieerd (ten tijde van de abt Peter I). Het manuscript bevindt zich in de Vaticaanse Bibliotheek, in de oude verzameling van koningin Christina van Zweden (Vatic. Reg. 622). Het bestaat uit 116 folio's en de kroniek van Montigny beslaat de folio's 62 tot 116 (na drie heiligenlevens).
De editio princeps van de tekst werd door André Duchesne verzorgd op basis van bovenvermeld manuscript dat toentertijd toebehoorde Alexandre Petau: Historiæ Francorum scriptores coætani, IV, Parijs, 1641, pp. 359-389 (onder de titel Chronicon Morignacensis monasterii, ab anno Christi MCVIII usque ad annum MCLVII, quo Rex Ludovicus VII in Terram Sanctam profectus est, auctoribus Teulfo et aliis ejusdem loci monachis, ex bibliotheca viri clar. Alexandri Petavii, senatoris Parisiensis). Deze editie werd overgenomen in de Patrologia Latina (CLXXX, coll. 131-176) van Jacques Paul Migne.
De eerste moderne editie was: Léon Mirot (ed.), La Chronique de Morigny (1095-1152), Parijs, 1909.